# Parti national slovaque
Le Parti national slovaque (en slovaque : Slovenská národná strana, abrégé en SNS) est un parti politique nationaliste de Slovaquie.
Depuis sa fondation, le SNS a exercé le pouvoir à plusieurs occasions : de 1992 à 1998 sous Vladimír Mečiar, de 2018 à 2020 sous Peter Pellegrini, de 2006 à 2010, de 2016 à 2018 puis depuis 2023 sous Robert Fico.

## Histoire
Fondé en décembre 1989, mais se prévalant d'un parti créé en 1871, il se réclame de l'héritage historique slovaque. Le parti est représenté au Parlement entre 1990 et 2002 et participe aux gouvernements Mečiar II et III entre 1992 et 1998.
Le 6 octobre 2001, des dissidents créent le SNS authentique (Pravá Slovenská Národná Strana) dirigé par Ján Slota. La réunification intervient cependant en avril 2005.
Le SNS participe au gouvernement de coalition avec le parti de centre gauche SMER – social-démocratie (SMER). La formation de cette coalition a pour résultat la suspension du SMER du Parti socialiste européen (PES). Le 12 octobre 2006, le PES déclare que le SNS est « un parti politique qui incite ou amène ses membres à des préjugés ethniques ou raciaux »[réf. nécessaire].
Cette alliance n'est pas ressentie comme contre nature par de nombreux Slovaques, mais elle est en revanche très mal perçue par les partis de gauche européens.
Lors des élections législatives du 12 juin 2010, le parti passe de 11,73 % à 5,07 % des voix et de 20 à 9 sièges. Le SMER n'étant plus en mesure de former un gouvernement, à la suite de la disparition du Parti populaire – Mouvement pour une Slovaquie démocratique de Vladimír Mečiar et à la baisse du SNS, ce dernier rejoint l'opposition.
Le journaliste allemand Jürgen Elsässer dit par rapport au SNS : « C'est vrai que le Parti national slovaque a ses racines dans l'extrême droite. Mais on ne peut simplement maintenir s'il est toujours d'extrême droite. » Le Parti populaire « Notre Slovaquie » de Marian Kotleba est nettement plus radical.
Lors des élections législatives du 5 mars 2016, il obtient 225 386 voix, soit 8,64 %, ce qui lui donne 15 députés au Conseil national. Le 23 mars, trois de ses membres entrent au nouveau gouvernement formé par Robert Fico. Ils demeurent en fonction dans le gouvernement Pellegrini en mars 2018.
Lors des élections législatives du 29 février 2020, il obtient 91 171 voix, soit 3,16 %, et perd sa représentation au Conseil national.

## Idéologie
Le Parti national slovaque se présente dans les années 1990 comme l’héritier du mouvement éponyme au pouvoir pendant la Seconde guerre mondiale sous le régime pro-nazi de Jozef Tiso, promoteur d’un fascisme clérical.
Il abandonne par la suite son idéologie ultra-nationaliste pour se définir comme un parti « de centre droit conservateur », avec « un système de valeurs européen et chrétien» qui peut se résumer par «le développement des valeurs traditionnelles slovaques – patrie, famille, foi, fierté nationale, responsabilité, autosuffisance ». Il s'affilie au niveau européen au groupe EFDD après avoir été un temps allié du Front national de Jean-Marie Le Pen.
Une grande part de son programme électoral et de son discours vise les minorités ethniques, tout particulièrement les Roms et les populations hongroises de Slovaquie présentées comme la « cinquième colonne du gouvernement hongrois ». En conséquence, le SNS rejette toute possibilité pour ces minorités de bénéficier de droits culturels ou linguistiques.
Le parti repose sur ses trois piliers chrétien, national et social. Il est fréquemment décrit par ses opposants comme nationaliste, extrémiste et néo-fasciste,[source insuffisante], à cause de ses attaques à l'encontre des Hongrois, des Roms et des homosexuels,.
La politique économique du parti a parfois été décrite par ses opposants comme de gauche mais a cependant des caractéristiques du centre droit[réf. nécessaire].
Le SNS décrit l'homosexualité comme une « orientation sexuelle non traditionnelle » et souhaite en faire interdire la « promotion » dans les écoles.

## Membres importants
- Jozef Prokeš (président du parti de 1991 à 1992, maire de Nitra de 1998 à 2002, membre du gouvernement de 1993 à 1994)
- Štefan Kvietik (acteur, ancien député)
- Anna Belousovová (présidente du parti de 1999 à 2003 et ancienne députée)
- Jaroslav Paška (vice-président du parti et premier membre du Parlement européen du parti, élu de 2009 à 2014)
- Ján Slota (président du parti de 1994 à 1999 et de 2003 à 2012, maire de Žilina de 1990 à 2006 et député)
- Dušan Švantner (ancien député)
- Andrej Danko (président du parti depuis 2012 et président du Conseil national depuis 2016)

## Résultats électoraux

### Élections législatives
| Année | Voix    | %    | Rang | Sièges   | Gouvernement                                 |
| ----- | ------- | ---- | ---- | -------- | -------------------------------------------- |
| 1990  | 470 984 | 13,9 | 3e   | 22 / 150 | Opposition                                   |
| 1992  | 244 527 | 7,9  | 4e   | 15 / 150 | Opposition                                   |
| 1994  | 155 359 | 5,4  | 7e   | 9 / 150  | Mečiar III                                   |
| 1998  | 304 839 | 9,1  | 5e   | 14 / 150 | Opposition                                   |
| 2002  | 95 633  | 3,3  | 9e   | 0 / 150  | Extra-parlementaire                          |
| 2006  | 270 230 | 11,7 | 3e   | 20 / 150 | Fico I                                       |
| 2010  | 128 490 | 5,1  | 6e   | 9 / 150  | Opposition                                   |
| 2012  | 116 420 | 4,6  | 7e   | 0 / 150  | Extra-parlementaire                          |
| 2016  | 225 386 | 8,6  | 4e   | 15 / 150 | Fico III (2016-2018), Pellegrini (2018-2020) |
| 2020  | 91 171  | 3,16 | 10e  | 0 / 150  | Extra-parlementaire                          |
| 2023  | 166 995 | 5,63 | 7e   | 10 / 150 | Fico IV                                      |

### Élection présidentielle
Après sa présence à l'élection présidentielle de 1999, le SNS n'a pas investi de candidat aux élections suivantes.
| Année | Candidat  | 1er tour | 2e tour |
| ----- | --------- | -------- | ------- |
| 1999  | Ján Slota | 3,6 (4e) | -       |

### Élections européennes
| Année | Voix   | %    | Rang | Sièges | Groupe |
| ----- | ------ | ---- | ---- | ------ | ------ |
| 2004  | 14 150 | 2,01 | 9e   | 0 / 14 |        |
| 2009  | 45 960 | 5,55 | 6e   | 1 / 13 | ELD    |
| 2014  | 20 244 | 3,61 | 10e  | 0 / 13 |        |
| 2019  | 40 330 | 4,09 | 8e   | 0 / 14 |        |
| 2024  | 28 102 | 1,90 | 10e  | 0 / 15 |        |